# Капустино (Калужская область)
Капустино— село в Малоярославецком районе Калужской области России. Административный центр сельского поселения «Село Кудиново».

## География
Расположено у реки Лужа.  Рядом деревня Тиняково  и Шемякино.

## Население
| 2002 | 2010 |
| ---- | ---- |
| 5    | ↗19  |

## История
В 1782-м году сельцо Капустино с пустошами Боровского уезда, Александра Ивановича Болтина.